# Михальчуково
Михальчуково — деревня в Медынском районе Калужской области России. Административный центр сельского поселения «Деревня Михальчуково».

## География
Находится в пределах Смоленско-Московской возвышенности Русской равнины,  на правом берегу реки Шаня. С западной окраины села проходит региональная автодорога 29Н-301.

## История
В 1610 году через Медынский уезд прошли польские полки, подвергнув разорению Медынь и Михальчуково. В «Поместном приказе» от 1694 года сельцо Михальчуково на чертеже земель по реке Угра в Медынском уезде.
В 1782 году Михальчуково — сельцо с пустошами генерала-поручика Николая Гавриловича Огарёва. В нём — деревянный господский дом, 12 дворов и 68 людских душ по последней ревизии.
По данным на 1859 год Михальчукова — владельческое сельцо Медынского уезда при реке Шане, расположенное на правой стороне Московско-Варшавского шоссе. В нём 33 двора и 188 жителей.
После реформ 1861 года вошло в Романовскую волость.

## Население
| 2002 | 2010 |
| ---- | ---- |
| 16   | ↗21  |

### Историческая численность населения
Население в 1892 году — 239 человек, в 1913 году — 262 человека.

## Инфраструктура
Личное подсобное хозяйство с зоной сельскохозяйственного использования, индивидуальная застройка усадебного типа.
Основа экономики — сельское хозяйство.

## Транспорт
Деревня доступна автотранспортом. Остановка общественного транспорта. 